# 1313: Night of the Widow
1313: Night of the Widow – amerykański film fabularny z 2012 roku w reżyserii Davida DeCoteau. Obraz opowiada historię zabójstw popełnianych w wystawnej posiadłości i charakteryzuje się homoerotyczną wymową. Muzykę do projektu skomponował Harry Manfredini, autor ścieżek dźwiękowych do większości filmów z serii horrorów Piątek, trzynastego.

## Obsada
- Ryan Curry − Shane
- Shawn Roe − Nero
- Andriana Manfredi (w czołówce jako Andriana Stine) − Bess
- Justin Schwan − Hayden
- Ryan Moore − Alan
- Jake Lockett − Michael
- Lou Ferrigno Jr. − Konner Friel
- Kristine DeBell − głos wdowy

## Produkcja
Rola Konnera Friela była jednym z pierwszych występów filmowych w karierze Lou Ferrigno Jr. Aktor uznał, że dzięki tej kreacji rozwinęła się jego pozycja w przemyśle kinowym.